# Molla
|  | Per a altres significats, vegeu «Narcís Molla Presas». |

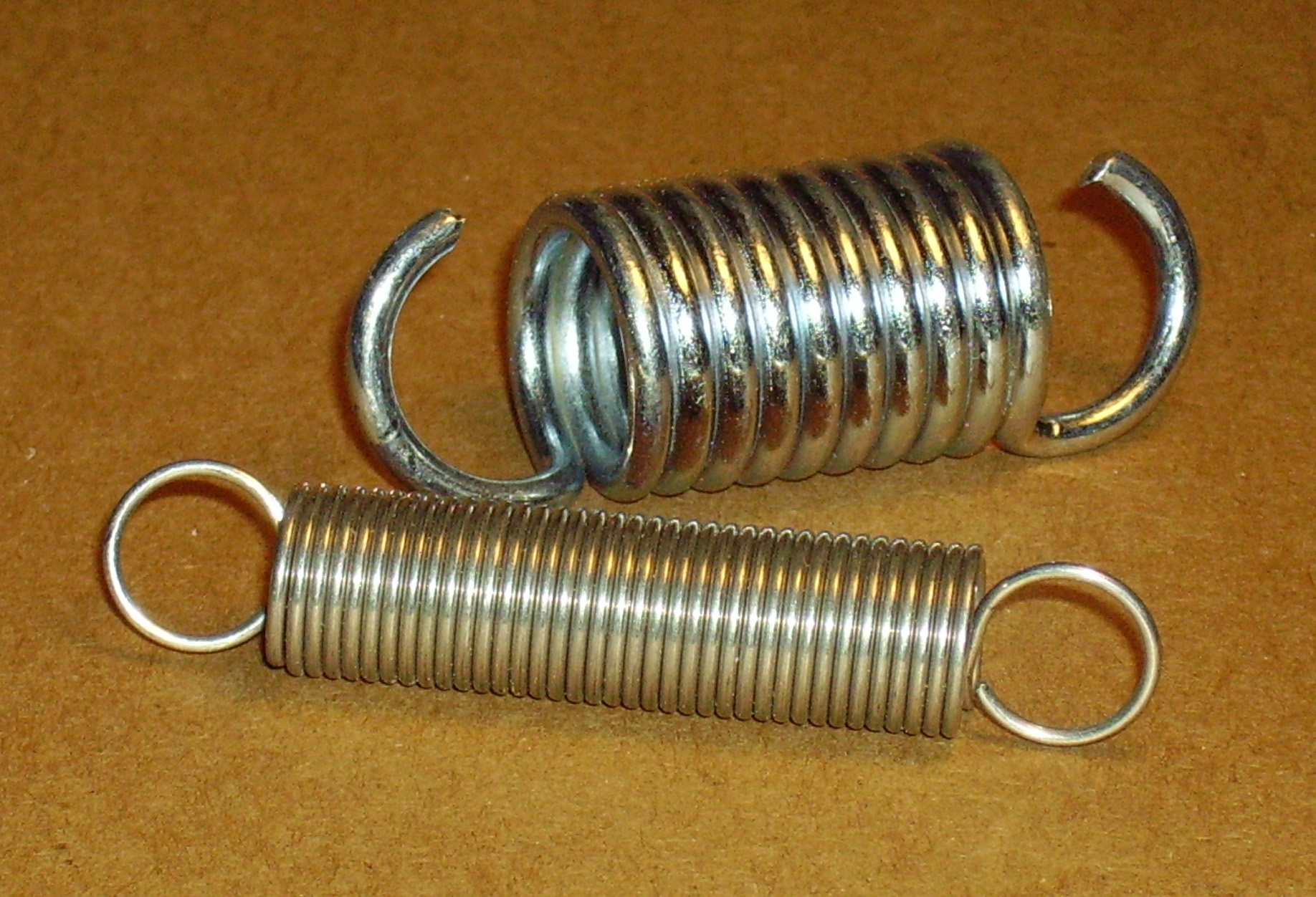
Molles

Una molla o ressort és un operador elàstic capaç d'acumular energia i desprendre-se'n sense sofrir deformacions permanents quan acaben les forces o la tensió aplicades. Les molles i les unions elàstiques es fan servir per absorbir energia o com a càrregues de xoc, com a element motor o font d'energia i per produir una força o pressió. Segons la seva forma geomètrica fan una funció diferent: de tracció, compressió, torsió, d'espiral, de ballesta i de goma sintètica. Si la majoria de les molles són fet de metalls, també es fan servir altres materials com ara goma, plàstics o fusta.
Les metalls de molla són classificats segons la norma europea EN 10089:2002 sobre els acers laminats en calent per a molles temperades i temperades, que reemplaça les antigues normes nacionals.

## Història

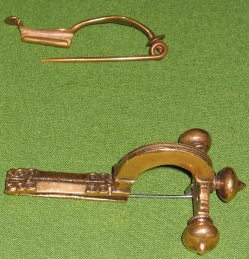
Fíbula de Certosa, cultura de la Tène (a dalt) i fermall procedent de l'antiga Roma (a baix)

L'ús de materials elàstics amb formes simples, com els arcs de fusta utilitzats per disparar sagetes, té el seu origen en temps prehistòrics, i s'han trobat exemples de fa més de seixanta mil anys. Ja s'han trobat molles més complexes, des de l'edat del Bronze incorporades en utensilis com les fíbules usades per subjectar els vestits, o les pinces per manejar objectes petits. Ctesibi d'Alexandria va fabricar aliatges de bronze amb un major contingut d'estany per obtenir molles amb propietats elàstiques especials, endurint el material mitjançant martelleig després de ser modelat.
Els ressorts de tires de xapa metàl·lica enrotllada s'han utilitzat com a acumuladors d'energia per accionar rellotges des de principis del segle xv. Van aparèixer en els rellotges de butxaca al començament del segle xvi. El ressort espiral que forma part del volant regulador inventat per Christiaan Huygens va ser introduït per primera vegada en un rellotge de butxaca per Salomon Coster el 1673.
El 1676, el físic britànic Robert Hooke va formular la Llei de l'elasticitat que modelitza el comportament dels ressorts: la deformació d'una molla és proporcional per força aplicada sobre el mateix.
Amb l'aparició del ferrocarril en les primeres dècades del segle xix, i coincidint amb els progressos de la metal·lúrgia i el desenvolupament de les primeres màquines eina, la manufactura dels molls va passar de ser un procés artesanal (de manera que cada armer, manyà, rellotger o ferrer feia individualment els molls que feien menester per als objectes que produïa) a convertir-se en un procés industrial al qual es produeixen en sèrie milers de ressorts estandarditzats. Eren components essencials per a tota mena de productes fabricades en massa (com a rellotges, màquines de cosir, telers, bolígrafs, armes, motors d'explosió, automòbils, motocicletes, mobles, matalassos, panys, o electrodomèstics). Els ressorts han format una part fonamental de tot tipus d'utensilis més o menys complexos (des d'un simple imperdible, fins a la suspensió d'una locomotora de més de cent tones de pes. S'ha ampliat la gamma de tipus de molles i les primeres matèries.

## Tipus de molles

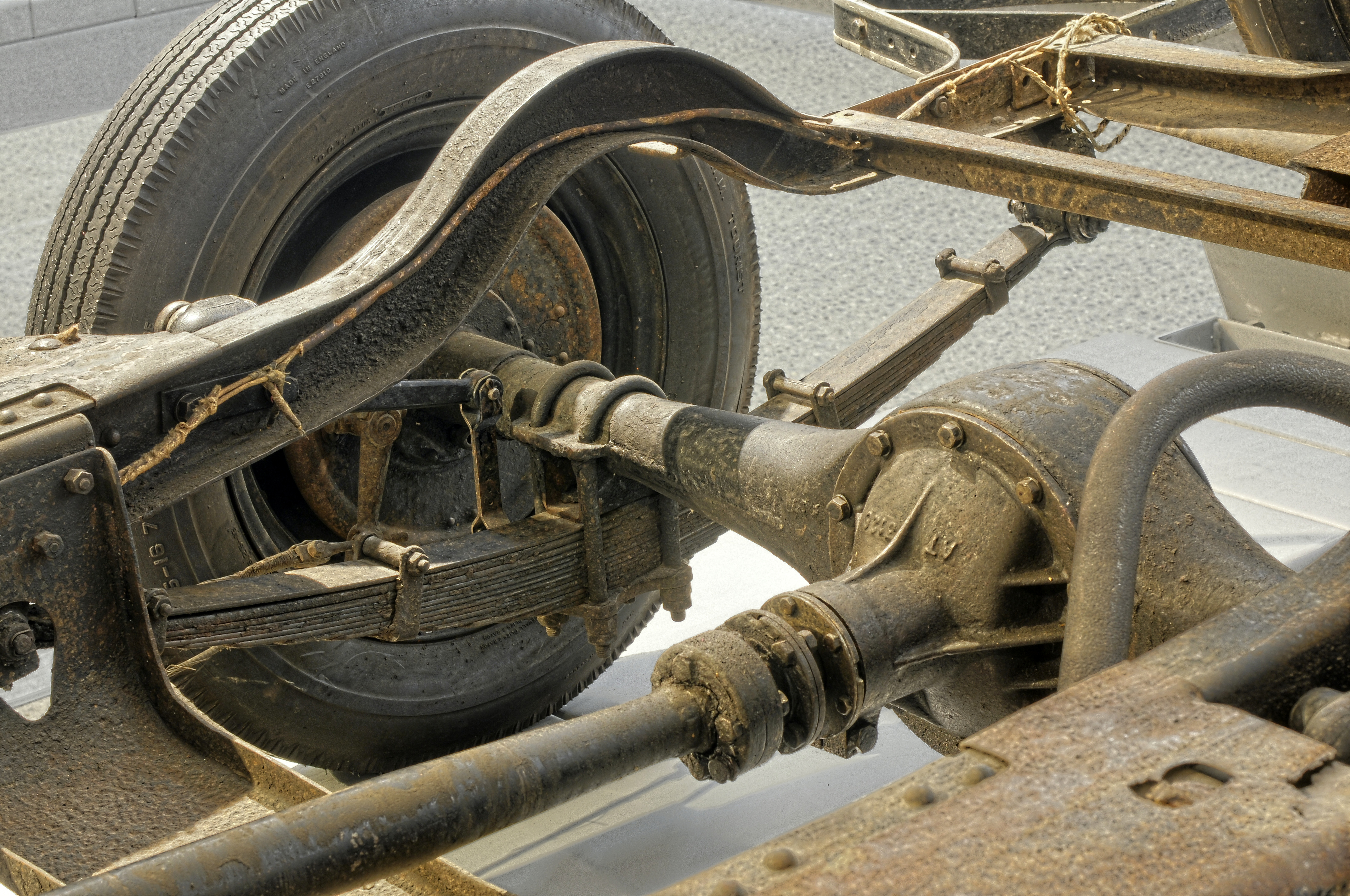
Ballesta en un cotxe

Molla de tensió o traccióSuporten exclusivament forces de tracció i es caracteritzen per tenir un ganxo en cada un dels seus extrems, de diferents estils: anglès, alemany, català, giratori, obert, tancat... Aquests permeten muntar els ressorts de tracció en totes les posicions imaginables. Estan enrotllades helicoidalment. El fabricant d'aquest tipus de molles dona una determinada tensió de compressió inicial a la molla.

Molla de compressió

Molla de compressióAquestes molles tenen la mateixa geometria que les anteriors, però estan dissenyades per a suportar esforços de compressió. Per a suportar millor la càrrega solen tenir els extrems plans.
Molla de torsióMolles sotmeses a esforços de torsió. Els seus extrems són diferents per a facilitar aquesta torsió.
Molla de ballestaTipus de molla compost per una sèrie de làmines d'acer, superposades, de longitud decreixient. S'usa en camions i altres vehicles pesants. La fulla més llarga s'anomena mestra i entre les fulles es troba una fulla de zinc per a millorar la seva flexibilitat.
Molles d'espiralLa finalitat d'aquestes molles és acumular o esmorteir un moment de gir d'un eix que està unit per l'extrem interior de la molla, mentre que l'altre extrem es troba unit a una bancada o suport. S'apliquen en els recollidors de les cintes o per acumular energia en els mecanismes amb corda com són els rellotges o les joguines de corda.
Molles de gomaEn estar feta de goma, evita les vibracions, esmorteix els xocs i, la característica més important, redueix considerablement el pes del mecanisme on s'empra, ja que la goma pesa bastant menys que els metalls.

## Física
En física clàssica, un ressort pot veure's com un dispositiu que emmagatzema energia potencial, específicament energia de deformació, en tibar els enllaços entre els àtoms d'un material elàstic.
La llei de Hooke de l'elasticitat estableix que l'extensió d'una barra elàstica (la seva longitud estesa menys la seva longitud relaxada) és linealment proporcional a la seva tensió, la força aplicada per estirar-la. De la mateixa manera, la contracció (extensió negativa) és proporcional a la compressió (tensió negativa).
Aquesta llei en realitat solament s'aplica aproximadament, i solament quan la deformació (extensió o contracció) és petita en comparació de la longitud total de la barra. Per a deformacions més enllà del límit elàstic, els enllaços atòmics es trenquen o es reorganitzen, i un ressort pot trencar-se, doblegar-se o deformar-se permanentment. Molts materials no tenen un límit elàstic clarament definit, i la llei de Hooke no pot aplicar-se de manera significativa a aquests materials. A més, per als materials superelàstics, la relació lineal entre força i desplaçament és apropiada solament a la regió de baixa tensió.
La llei d'Hooke és una conseqüència matemàtica del fet que l'energia potencial de la barra és mínima quan té la seva longitud relaxada. Qualsevol funció infinitament diferenciable d'una variable s'aproxima a una funció quadràtica quan s'examina prou prop del seu punt mínim, com es pot veure en examinar els termes de la sèrie de Taylor. Per tant, la força, que és la derivada de l'energia pel que fa al desplaçament, s'aproxima a una funció lineal.
La força d'un ressort completament comprimit pren la forma
| Símbol               | Nom                              |
| -------------------- | -------------------------------- |
| {\displaystyle I}    | Mòdul de Young                   |
| {\displaystyle \nu } | Coeficient de Poisson            |
| {\displaystyle n}    | Nombre d'espires actives         |
| {\displaystyle D}    | Diàmetre exterior del ressort    |
| {\displaystyle d}    | Diàmetre del filferro de ressort |
| {\displaystyle L}    | Longitud lliure del ressort      |

### Ressorts de longitud zero[calcitació]
Ressort de longitud zero és un terme per a un ressort helicoïdal especialment dissenyat que exerciria una força zero si tingués una longitud zero. Si no hi hagués cap restricció a causa del diàmetre de filferro finit d'aquest ressort helicoïdal, tindria una longitud zero en la condició no estirada. És a dir, en un gràfic lineal de la força del ressort enfront de la seva longitud, la línia passaria a través de l'origen. Òbviament, un ressort helicoïdal no pot contreure's a longitud zero, perquè en algun moment les bobines es toquen entre si i el ressort ja no pot escurçar-se. Els molls de longitud zero es fabriquen mitjançant un ressort helicoïdal amb tensió incorporada (s'introdueix una torsió en el filferro a mesura que s'enrotlla durant la fabricació, la qual cosa funciona perquè un ressort en espiral es "desenrotlla" a mesura que s'estira), així que podria contreure's encara més, per la qual cosa el punt d'equilibri del ressort, el punt en el qual la seva força de restauració és zero, ocorre a una longitud de zero. En la pràctica, els ressorts de longitud zero es fan combinant un ressort de longitud negativa, fet amb encara més tensió perquè el seu punt d'equilibri sigui de longitud "negativa", amb un tros de material inelàstic de la longitud adequada perquè el punt de força zero se situï en la longitud zero.
Es pot unir un ressort de longitud zero a una massa en un braç articulat de tal manera que la força sobre el pes estigui gairebé exactament equilibrada pel component vertical de la força del ressort, sigui el que sigui la posició del braç. Això crea un "pèndol" horitzontal amb una oscil·lació de període molt llarg. Aquests pèndols permeten als sismògrafs detectar les ones més lentes dels terratrèmols. La suspensió LaCoste amb molls de longitud zero també s'usa en gravímetres perquè és molt sensible als canvis de gravetat. Els ressorts per tancar portes sovint tenen una longitud d'aproximadament zero, de manera que exerceixen força fins i tot quan la porta està gairebé tancada, perquè puguin mantenir-la tancada fermament.

### Llei de Hooke
Sempre que la molla no s'hagi comprimit o allargat més enllà del límit elàstic, la majoria de molles segueixen la llei de Hooke. Aquesta llei diu que la força resistent amb la qual una molla empeny és linealment proporcional a la distància des de la longitud d'equilibri:
{\displaystyle F=-kx,\ }
x és el vector de desplaçament – la distància i sentit en què la molla es deforma.
F és el vector de força resultant – mòdul i sentit de la força que la molla exerceix.
k és la constant de la molla que depèn del material i de la geometria de la molla.
Les molles helicoidals i altres molles usuals obeeixen la llei de Hooke. Altres molles basades en bigues de flexió poden produir forces que varien de forma no lineal.

### Equació diferencial i equació d'ones
Definirem ara una constant intrínseca del ressort independent de la seva longitud i establirem així la llei diferencial constitutiva d'un molla. Multiplicant {\displaystyle k} per la longitud total, i cridant al producte {\displaystyle k_{i}} o k intrínseca, es té:

{\displaystyle k_{i}=AE\,}    on   {\displaystyle k={\frac {k_{i}}{L}}}

Anomenarem {\displaystyle F(x)\,} a la tensió en una secció de la molla situada a una distància {\displaystyle x\,} d'un dels seus extrems, que considerarem fix i que prendrem com a origen de coordenades, {\displaystyle k_{\Delta x}} a la constant d'un petit tros de mollade longitud {\displaystyle \Delta x\,} a la mateixa distància i {\displaystyle \delta _{\Delta x}\,} a l'allargament d'aquest petit tros en virtut de l'aplicació de la força {\displaystyle F(x)\,}. Per la llei de la molla complet:

{\displaystyle F(x)=-k_{\Delta x}\delta _{\Delta x}=k_{i}{\frac {\delta _{\Delta x}}{\Delta x}}}

Prenent el límit:

{\displaystyle F(x)=-k_{i}{\frac {{\delta }_{dx}}{dx}}}

que pel principi de superposició resulta:

{\displaystyle F\left(x\right)=-k_{i}{\frac {d{\delta }}{dx}}=-AE{\frac {d\delta }{dx}}}

Si a més suposem que tant la secció com el mòdul d'elasticitat poden variar amb la distància a l'origen, l'equació queda:

{\displaystyle F\left(x\right)=-k_{i}\left(x\right){\frac {d{\delta }}{dx}}=-A\left(x\right)I\left(x\right){\frac {d\delta }{dx}}}

Que és l'equació diferencial completa del moll. Si s'integra per a tot x, s'obté com a resultat el valor de l'allargament unitari total. Normalment pot considerar-se F (x) constant i igual per força total aplicada. Quan F (x) no és constant i s'inclou en el raonament la seva inèrcia, s'arriba a l'equació d'ona unidimensional que descriu els fenòmens ondulatoris.
Suposem, per simplicitat, que tant la secció del ressort, com la seva densitat (entenent densitat com la massa d'un tram de molladividida pel volum del cilindre imaginari envolupant) i el seu mòdul d'elasticitat són constants al llarg del mateix i que el ressort és cilíndric. Cridem {\displaystyle \Psi \left(x\right)} al desplaçament d'una secció de moll. Ara prenguem un tram diferencial de mollade longitud (dx). La massa d'aquesta porció vindrà donada per:

{\displaystyle dm=\rho Adx}

Aplicant la segona llei de Newton a aquest tram:

{\displaystyle F\left(x\right)-F(x+dx)\left(x\right)=-dm{\frac {{\partial }^{2}\Psi }{{\partial t}^{2}}}=-\rho Adx{\frac {{\partial }^{2}\Psi }{{\partial t}^{2}}}}

És a dir:

{\displaystyle {\frac {\partial F}{\partial x}}dx=-\rho Adx{\frac {{\partial }^{2}\Psi }{{\partial t}^{2}}}\rightarrow {\frac {\partial F}{\partial x}}=-\rho A{\frac {{\partial }^{2}\Psi }{{\partial t}^{2}}}}

D'altra banda és senzill deduir que

{\displaystyle d\delta =\Psi \left(x+dx\right)-\Psi \left(x\right)={\frac {\partial \Psi }{\partial x}}dx}

En introduir, per tant, aquesta expressió en l'equació diferencial de la mollaabans deduïda, s'arriba a:

{\displaystyle F\left(x\right)=-AE{\frac {\partial \Psi }{\partial d}}}

Derivant aquesta expressió respecte a x s'obté:

{\displaystyle {\frac {\partial F}{\partial x}}=-AE{\frac {{\partial }^{2}\Psi }{{\partial x}^{2}}}}

Ajuntant l'expressió temporal amb l'expressió espacial es dedueix finalment l'equació general d'un mollacilíndric de secció, densitat i elasticitat constants, que coincideix exactament amb l'equació d'ona longitudinal:

{\displaystyle {\frac {{\partial }^{2}\Psi \left(x,t\right)}{{\partial t}^{2}}}={\frac {I}{\rho }}\times {\frac {{\partial }^{2}\Psi \left(x,t\right)}{{\partial x}^{2}}}}

De la qual es dedueix la velocitat de propagació de pertorbacions en una molla ideal com:

{\displaystyle c={\sqrt {\frac {I}{\rho }}}}

#### Molla amb una massa suspesa
Per al cas d'un mollaamb una massa suspesa,

{\displaystyle {\begin{cases}F=-kx\ \Rightarrow \ m{\cfrac {d^{2}x}{dt^{2}}}=-kx\\{\cfrac {dx(0)}{dt}}=v_{0}\end{cases}}}

La solució de la qual és {\displaystyle x=(v_{0}/\omega )\sin {\omega t}}, és a dir, la massa fa un moviment harmònic simple d'amplitud {\displaystyle A_{0}=v_{0}/\omega } i freqüència angular {\displaystyle \omega }.
Derivant i substituint:

{\displaystyle \ \displaystyle -\omega ^{2}{\frac {v_{0}}{\omega }}\sin \omega t=-{\frac {k}{m}}{\frac {v_{0}}{\omega }}\sin \omega t}

Simplificant:

{\displaystyle \displaystyle \omega ={\sqrt {\frac {k}{m}}}}

Aquesta equació relaciona la freqüència natural amb la rigidesa de la mollai la massa suspesa.

#### Molla de densitat variable
Per a una mollade densitat variable, mòdul d'elasticitat variable i secció de l'envolupant variable, l'equació generalitzada de les pertorbacions és la que segueix:

{\displaystyle {\frac {{\partial }^{2}\Psi \left(x,t\right)}{{\partial t}^{2}}}={\frac {1}{\rho \left(x\right)}}\left[{\frac {\partial A\left(x\right)}{\partial x}}{\frac {I\left(x\right)}{A\left(x\right)}}+{\frac {\partial I\left(x\right)}{\partial x}}\right]{\frac {\partial \Psi \left(x,t\right)}{\partial x}}+{\frac {I\left(x\right)}{\rho \left(x\right)}}{\frac {{\partial }^{2}\Psi \left(x,t\right)}{{\partial x}^{2}}}}

En un ressort d'aquestes característiques, l'ona viatgera canviaria la seva velocitat i, per tant, la seva longitud d'ona al llarg del recorregut. A més, en unes zones de la mollala seva amplitud seria major que en unes altres, és a dir, la solució depèn de tres funcions arbitràries:

{\displaystyle \Psi (x,t)=A_{0}(x){\frac {f(x+c(x)t)+f(x-c(x)t)}{2}}}

En l'anàlisi d'un ressort real, apareixen també ones longitudinals, transversals i de torsió el llarg i ample de les espira que es propaguen a una velocitat que depèn de l'arrel quadrada del mòdul d'elasticitat I del material per a les longitudinals del mòdul d'elasticitat transversal G del material per a les transversals i del mòdul de torsió de l'espira per les de torsió, dividides totes per la densitat del material.